# Lütjenwestedt

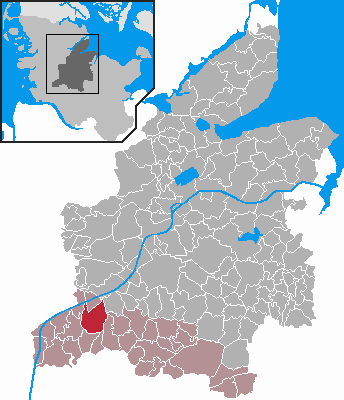
Positionnement de la commune de Lurtjenwestedt au sein de l'arrondissement de l'arrondissement de Rendsburg-Eckernförde.

Lütjenwestedt est une commune allemande du Schleswig-Holstein, située dans l'arrondissement de Rendsburg-Eckernförde (Kreis Rendsburg-Eckernförde), à 22 kilomètres au sud-ouest de la ville de Rendsburg. Lütjenwestedt est l'une des 30 communes de l'Amt Mittelholstein (« Moyen-Holstein ») dont le siège est à Hohenwestedt.